# Sylvie Goulard

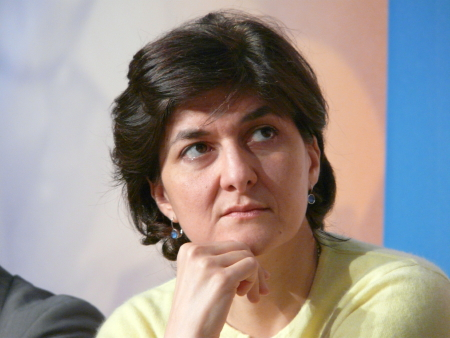
Sylvie Goulard bei der Veranstaltung zum Wahlkampfstart der Europawahl des Mouvement démocrate (MoDem) am 8. Februar 2009 in Paris

Sylvie Goulard (* 6. Dezember 1964 in Marseille) ist eine französische Politologin, Politikerin (MoDem) und Essayistin. Von Juni 2009 bis 2017 war sie Mitglied des Europäischen Parlaments. Von Mai bis Juni 2017 war sie Verteidigungsministerin im Kabinett Philippe I. Sie trat zurück, als ihr und ihrer EU-Parlamentsgruppe Vorwürfe zur Scheinbeschäftigng von Assistenten, die aus der EU-Kasse bezahlt worden waren, gemacht wurden.
Von Januar 2018 bis Dezember 2022 war Goulard Vizepräsidentin der Banque de France. Ende September 2019 wurde sie vom Staatspräsident Macron als künftiges französisches Mitglied der Kommission von der Leyen I nominiert. Die notwendige Bestätigung wurde durch das EU-Parlament abgelehnt.

## Karriere

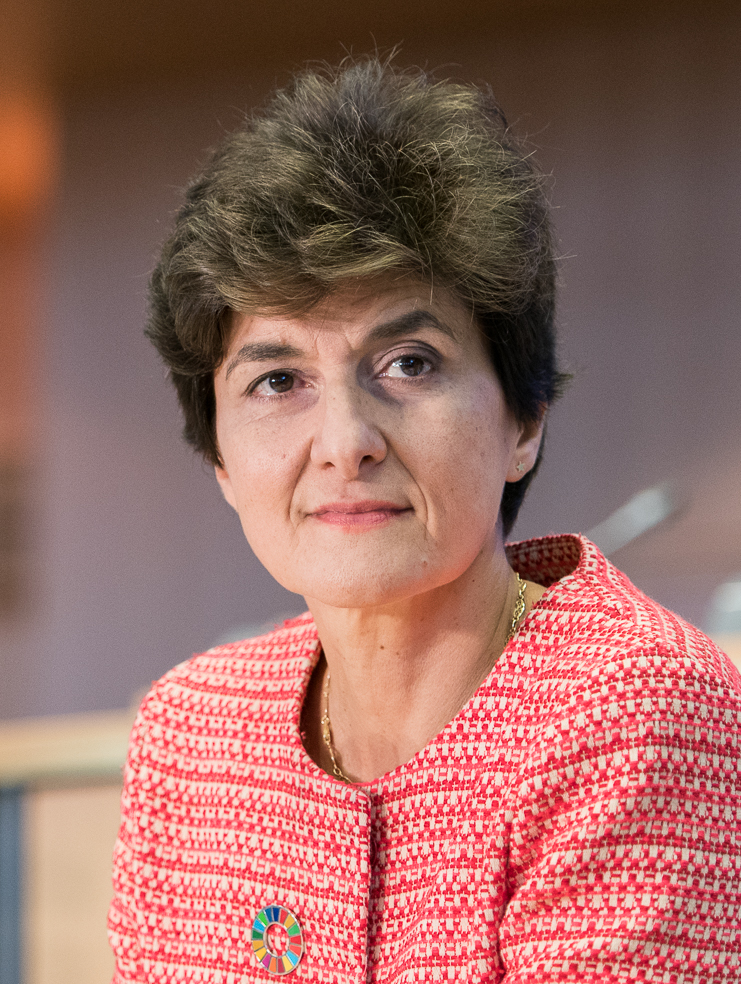
Sylvie Goulard (2019)

Goulard arbeitet am Centre d’Etudes et de Recherches Internationales (CERI) und lehrt am Europa-Kolleg in Brügge. Sie ist Juristin mit einem Abschluss der Universität Aix-Marseille, Absolventin der Elite-Hochschulen Sciences Po (1986) und der École nationale d’administration (ENA) (1989), war Beraterin Romano Prodis in der Europäischen Kommission von 2001 bis 2004 und ist Mitglied der französischen Partei Mouvement démocrate (MoDem) und war seit Juni 2009 bis 2017 Mitglied des europäischen Parlaments in der Fraktion ALDE. Von 2006 bis 2010 war Goulard Präsidentin des Mouvement Européen-France.
Von 2009 bis Mai 2017 war Goulard Abgeordnete des EU-Parlaments und dort seit 2009 Mitglied im Ausschuss für Wirtschaft und Währung sowie in der Delegation für die Beziehungen zu Japan. Außerdem war sie im Ausschuss für Landwirtschaft und ländliche Entwicklung.
Im Mai 2017 trat sie als Beraterin des designierten französischen Präsidenten Emmanuel Macron in Erscheinung. Vom 17. Mai bis 20. Juni 2017 war sie französische Verteidigungsministerin. Sie trat wegen Scheinbeschäftigungsvorwürfen gegen ihre Partei MoDem zurück. Einen Tag später trat aus dem gleichen Grund auch MoDem-Parteipräsident François Bayrou, stellvertretender französischer Premierminister und Justizminister, zurück. Zu ihrer Nachfolgerin wurde Florence Parly ernannt.
Im Laufe der Affäre enthüllte die Zeitung Le Canard enchaîné, dass Goulard von 2013 bis 2016 monatlich „mehr als 10.000 Euro“ (vermutlich 12.000 bis 13.000) Beraterhonorar von der privaten US-Denkfabrik Berggruen Institute bezogen habe. Berggruens Bruder hatte die Wahlkampagne Macrons mitfinanziert. Goulard hatte diese Einnahmen, die sie für zwei Papiere im Umfang von zusammen 28 Seiten (mit Inhaltsverzeichnis) und die Teilnahme an einer Konferenz während ihrer Zeit als Europaabgeordnete erhalten hatte (was ihr den Vorwurf der Ämterhäufung und Annahme von Honoraren ohne Gegenleistung eintrug), zwar deklariert, sie wurden aber erneut im Kontext von Macrons Versprechen thematisiert, das laxe Vorbeimanövrieren an Regeln zu beenden. Im Sommer 2019 musste sie 45.000 Euro an das EU-Parlament zurückzahlen, weil sie nicht nachweisen konnte, dass einer ihrer Mitarbeiter tatsächlich für sie in ihrer Funktion als Parlamentarierin gearbeitet hatte.
Im Januar 2018 wurde Goulard zur Vizepräsidentin der Banque de France ernannt.
Am 28. August 2019 wurde sie von Frankreich als EU-Kommissarin für Binnenmarkt und Dienstleistungen in der kommenden Kommission von der Leyen I ab 1. November 2019 nominiert. Bei einer Abstimmung im entsprechenden Fachausschuss des EU-Parlaments am 10. Oktober 2019 bekam sie allerdings nicht die erforderliche Mehrheit: 29 Abgeordnete stimmten für sie, 82 gegen sie. Grund für die Ablehnung war das immer noch laufende Verfahren gegen Goulard wegen der möglichen Scheinbeschäftigung eines Assistenten auf Kosten des Europaparlaments. Auf das Missfallen der Europaparlamentsabgeordneten stieß vor allem die Erklärung Goulards, dass es in Frankreich üblich sei, bei Anklageerhebung zurückzutreten, dass es aber diese Tradition bei EU-Ämtern nicht gäbe. Nach dem Scheitern ihrer Kandidatur äußerte sich der französische Präsident Macron, der sich zuvor erfolgreich für die Erweiterung des Portfolios des Binnenmarktkommissars eingesetzt hatte, enttäuscht auch über das Verhalten der designierten Kommissionspräsidentin Ursula von der Leyen. Diese hätte ihm zuvor die Zustimmung der Mitte-Rechts-Fraktion, der Sozialdemokraten und Sozialisten sowie der Liberalen und Zentristen (Renaissance-Fraktion) signalisiert. Auch die Sorge, dass das erweiterte Portfolio zu viel Macht mit sich bringe, sowie der Konflikt mit Macron in der Frage der europäischen Spitzenkandidaten waren wohl für die Nichtzustimmung vieler Abgeordneter entscheidend und wirken als Dämpfer für Macrons Reformambitionen.
Sylvie Goulard spricht neben Französisch fließend Deutsch, Italienisch und Englisch.

## Bezug zu Deutschland
Goudard begann ihr Berufsleben 1989 in der Rechtsabteilung des französischen Außenministeriums und nahm im französischen Team an den Verhandlungen des Zwei-plus-Vier-Vertrages teil.
Goulard ist seit 2011 Mitglied im Senat der Deutschen Nationalstiftung.
Zwischen 1996 und 1999 leitete sie verschiedene Projekte beim Centre d’analyse et de prévention (CAP, Planungsstab des französischen Außenministeriums) und arbeitete eng mit dem deutschen Planungsstab (Auswärtiges Amt) zusammen.

## Politische Positionen
In ihren Tätigkeiten betont Sylvie Goulard die Notwendigkeit einer engeren europäischen Integration und verstärkten öffentlichen Diskussion über die Herausforderungen Europas. Die Europäische Union solle in der Zukunft mehr die Europäer einbeziehen und diese besser vorbereiten, in dem sie besser informiert und selbst aktiv werden sollen. Zu diesem Zweck sollte die Europäische Union Austauschprogramme und Fremdsprachenunterricht besser fördern.
Ende 2006 wurde sie zur Präsidentin der Europäischen Bewegung Frankreich (Mouvement Européen-France, MEF) gewählt. MEF ist ein Verein, der in Frankreich für eine größere europäische Integration wirbt. Im September 2010 war Goulard maßgeblich mit an der Gründung der Spinelli-Gruppe beteiligt, die sich im Europäischen Parlament für den europäischen Föderalismus und die Erhöhung des EU-Budgets einsetzt sowie eine eigene EU-Armee fordert. Sie prägte auch Macrons außenpolitisches Programm entscheidend mit. Nadia Pantel nannte sie im Züricher Tagesanzeiger und in der Süddeutschen Zeitung eine „Über-Europäerin“.

## Ehrungen
- Prix du livre européen für den Essay L’Europe pour les nuls (2009)
- Bundesverdienstkreuz am Bande (10. Februar 2003)
- Bundesverdienstkreuz 1. Klasse (1. Dezember 2014)

## Schriften
- De la démocratie en Europe mit Mario Monti, 2012
- Il faut cultiver notre jardin européen, Seuil, 2008
- Le Coq et la perle, Seuil, 2007
- L’Europe pour les nuls (Europa für Dummies), First, 2007
- EU–Türkei. Eine Zwangsheirat? (Originaltitel: Le grand Turc et la République de Venise), Berliner Wissenschaftsverlag (BWV), Berlin 2006. ISBN 3-8305-1116-7
- Carlo Altomonte, Pierre Defraige, Lucas Delatre, Karl-Theodor zu Guttenberg, Sylvie Goulard, Rudolf Scharping: Le Partenariat privilégié, alternative à l’adhésion. Fondation Robert Schuman, 2006, ISSN 1761-2233.